# Cyphomeris crassifolia
Cyphomeris crassifolia är en underblomsväxtart som först beskrevs av Paul Carpenter Standley, och fick sitt nu gällande namn av Paul Carpenter Standley. Cyphomeris crassifolia ingår i släktet Cyphomeris, och familjen underblomsväxter. Inga underarter finns listade i Catalogue of Life.